# Branko Najman
Branko Najman (Zagreb, 17. prosinca 1949. – Dubrovnik, 12. kolovoza 1996.), hrvatski matematičar.

## Studij i znanost
Diplomirao je 1972. na Prirodoslovno-matematičkome fakultetu Sveučilišta u Zagrebu, gdje je i doktorirao 1979. disertacijom o temi Prilog spektralnoj teoriji Klein-Gordonove jednadžbe pod mentorstvom Krešimira Veselića. Zaposlio se na istome fakultetu 1972., stekao zvanje izvanrednog  profesora 1984., a redovitog 1988. te djelovao na toj instituciji do smrti. Bio je gostujući profesor na nizu sveučilišta: Berkeley (1980–82), Tulane (1985–86), Calgary (1989–90), Birmingham, Alabama (1990), Bellingham, Western Washington University  (1992–93).

### Područja rada
Surađivao je s desetak suradnika. Suradnja s Heinzom Langerom osobito se ističe s desetak objavljenih radova. Ukupno je objavio preko 60 znanstvenih radova.
Područje rada je obuhvaćalo nekoliko grana matematičke analize, među inima diferencijalne jednadžbe, funkcionalnu analizu, teoriju matrica i operatora te varijacijski račun. Nekolicina radova motivirana je pitanjima iz kvantne mehanike. Pridonio je problemima eliptičkih singularnih perturbacija u prostoru $L^p$, varijacijskoj karakterizaciji svojstvenih vrijednosti u prostorima s indefinitnim skalarnim produktom, primjenom Newtonova dijagrama na problem smetnje svojstvenih vrijednosti, te  primjenom spektralne teorije u Kreinovu prostoru na diferencijalne operatore.

### Znanstveni skupovi
Godine 1995. organizirao je zajedno s Heinzom Langerom u Puli znanstveni skup Krein spaces and applications to differential equations. Sudjelovao je u organizaciji prvoga Hrvatskog matematičkog kongresa od 18. do 20. srpnja 1996. godine na Sveučilištu u Zagrebu. Kolege i suautori organizirali su memorijalnu konferenciju za Najmana 2000. godine u Interuniverzitetskom centru u Dubrovniku. Iz toga se razvio znanstveni nakladnički niz Najman Conference series.

## Nagrade
Za svoj doprinos problemu svojstvenih vrijednosti hermitskih operatora i u problemu nerelativističkog limesa za Klein-Gordonovu i Diracovu jednadžbu dobio je Nagradu Ruđer Bošković 1992.